# 本山茂辰
本山 茂辰（もとやま しげとき）は、戦国時代の武将。土佐七雄と称された本山氏当主。本山茂宗の嫡男。

## 生涯
大永5年（1525年）、土佐国本山郷の豪族・本山茂宗の子として誕生。
土佐一条氏と敵対の姿勢を見せ、一条氏と通じていた土佐吉良氏の攻撃を決意。天文9年（1540年）、当主の吉良宣直が仁淀川に狩猟に出かけて留守になっていた隙を狙って攻撃を開始。本山氏側は軍を二手に分け、茂辰は城主が不在であった吉良峰城に向かってこれを落とした。一方、仁淀川に向かった軍勢も宣直を討ち取り、土佐吉良氏を滅亡させた。
弘治元年（1555年）、父・茂宗の死を受けて跡を継ぎ、中央平野部の朝倉城に拠る。茂辰は依然一条兼定と敵対し、2月25日には高岡郡の蓮池城を落とした。ところが、弘治2年（1556年）から舅の長宗我部国親が反旗を翻したため、国親及びその子・元親と抗争を続ける。永禄3年（1560年）5月、長浜の戦いで長宗我部氏に大敗。6月には浦戸城を失って朝倉城に立て籠もった。以後も元親によって朝倉支城を悉く落とされ、永禄4年（1561年）3月にも侵攻を受けて敗北した。
永禄5年（1562年）9月には長宗我部元親の侵略を受けるが、子の貞茂の活躍で勝利した。しかし本山軍の被害も大きく、以後は長宗我部側の調略により次第に傘下の豪族を切り崩された。このため永禄6年（1563年）1月10日、朝倉城を自ら放棄して山間部の本山城に退いた。5月に茂辰は挽回のために岡豊に攻め入るも敗北。永禄7年（1564年）4月には本山城を棄てて瓜生野に籠もって抗戦した。
茂辰はこの戦いの最中に病死したとされているが、実はこれについては文献上に茂辰の名前が登場しなくなるというだけで、茂辰の死去日や場所を裏付ける具体的な史料が存在する訳ではなく、行方不明というのが正しい。
また一方で、永禄7年（1564年）から20年以上経過した天正年間末期に編纂された『長宗我部地検帳』に「本山大夫法師殿」という人物が登場する。茂辰の嫡男・貞茂（後に親茂）が長宗我部氏に降伏しその家臣となって以降に長宗我部氏の文書で「殿」の称号で呼ばれたのは本山氏嫡流の人物のみであり、貞茂（親茂）兄弟は別に記載があるため、「本山大夫法師殿」に該当する可能性があるのはその先代である茂辰しか考えられず、茂辰は永禄7年以降に出家して長宗我部元親の庇護下にあったする説が浮上した。この説を提唱した朝倉慶景は茂辰は降伏して出家を条件に助命されたものの、これに納得しない茂辰の妻（元親の姉）や家臣が貞茂を擁して抵抗を継続したと推測している。